# Renia nebulosa
Renia nebulosa är en fjärilsart som beskrevs av George Francis Hampson 1924. Renia nebulosa ingår i släktet Renia och familjen nattflyn. Inga underarter finns listade.